# Канч
Канч (арм. Կանչ) — село в Арагацотнской области Армении.

## География
Село расположено в западной части марза, на расстоянии 61 километра к северо-западу от города Аштарак, административного центра области. Абсолютная высота — 1470 метров над уровнем моря.
Климат
Климат характеризуется как умеренно холодный, влажный (Dfb в классификации климатов Кёппена). Среднегодовая температура воздуха составляет 7,4 °C. Средняя температура самого холодного месяца (января) составляет −7,7 °С, самого жаркого месяца (июля) — 20,6 °С. Расчётная многолетняя норма атмосферных осадков — 410 мм. Наибольшее количество осадков выпадает в мае (71 мм).

## Население
| Год переписи | Население          | Население          | Население          | Население            | Население            | Население            |
| Год переписи | Наличное население | Наличное население | Наличное население | Постоянное население | Постоянное население | Постоянное население |
| Год переписи | Всего              | Мужчины            | Женщины            | Всего                | Мужчины              | Женщины              |
| ------------ | ------------------ | ------------------ | ------------------ | -------------------- | -------------------- | -------------------- |
| 2001         | 111                | 52                 | 59                 | 160                  | 77                   | 83                   |
| 2011         | 103                | 52                 | 51                 | 101                  | 52                   | 49                   |